# Conicophoria
Conicophoria là một chi bướm đêm thuộc họ Noctuidae.